# Turbinidae
Turbinidae  Rafinesque, 1815 è una famiglia di molluschi gasteropodi della sottoclasse Vetigastropoda.

## Descrizione
Conchiglie di dimensioni variabili da piccole a grandi, spesso di forma piuttosto diversa: da turbiniforme a coniforme, da conchiglie con spire arrotondate, periferia e base a forme con spire rettilinee con angolazione periferica, base piatta. Scultura da liscia a ben espressa, spesso pustolosa, squamosa o con creste e sporgenze assiali o spirali, a volte molto variabili all'interno delle specie. Apertura marcatamente obliqua, interno madreperlaceo. Callo columellare che ricopre l'ombelico, la maggior parte della base presente in alcuni generi; conchiglie giovanili bicarinate, ombelicate. Opercolo calcareo, con vortici posteriori che si espandono rapidamente, cambiando da multispirale a paucispirale, inserendosi perfettamente nell'apertura; superficie esterna convessa, da liscia a variamente scolpita; alcune specie con una colorazione spettacolare picchiettata.
L'opercolo di questi gasteropodi è utilizzato in gioielleria con il nome di "occhio di Santa Lucia" per la produzione di orecchini, pendagli, gemelli ed altri gioielli.
La maggior parte delle specie Turbinidae vive su substrati duri da acque poco profonde a circa 30 metri.

## Tassonomia
La tassonomia di questa famiglia ha subito nel tempo diverse variazioni. In particolare la precedente separazione delle due famiglie trocoidi Trochidae e Turbinidae sulla base di un opercolo calcificato in Turbinidae e di un opercolo corneo in Trochidae, è stata abolita nella revisione di Hickman & McLean (1990), ma le due famiglie sono state mantenute. Oggi, Turbinidae contiene solo le ex famiglie Turbininae e Prisogasterinae, ora sottofamiglie, mentre le Liotiidae, Angariidae, Tegulidae, Colloniidae e Phasianellidae sono considerate famiglie valide e separate. Attualmente quindi la famiglia conta 2 sottofamiglie e 16 generi, di cui due estinti:
- Sottofamiglia Prisogasterinae Hickman & McLean, 1990
  - Genere PrisogasterMörch, 1850
- Sottofamiglia Turbininae Rafinesque, 1815
  - Genere Astraea Röding, 1798
  - Genere AstraliumLink, 1807
  - Genere Bellastraea Iredale, 1924
  - Genere Bolma Risso, 1826
  - Genere CookiaLesson, 1832
  - Genere Guildfordia Gray, 1850
  - Genere † HeteroninellaMagne, 1940
  - Genere Lithopoma Gray, 1850
  - Genere Lunella Röding, 1798
  - Genere Megastraea McLean, 1970
  - Genere Modelia Gray, 1850
  - Genere Pomaulax Gray, 1850
  - Genere † Sarmaturbo Powell, 1938
  - Genere Turbo Linnaeus, 1758
  - Genere Uvanilla Gray, 1850